# Périgné
Périgné – miejscowość i gmina we Francji, w regionie Nowa Akwitania, w departamencie Deux-Sèvres.
Według danych na rok 1990 gminę zamieszkiwało 829 osób, a gęstość zaludnienia wynosiła 39 osób/km² (wśród 1467 gmin regionu Poitou-Charentes Périgné plasuje się na 370. miejscu pod względem liczby ludności, natomiast pod względem powierzchni na miejscu 356.).